# 浮世絵師 (お笑いトリオ)
浮世絵師（うきよえし）は、かつて浅井企画で活動していたお笑いトリオ。2002年結成。2006年11月解散。

## メンバー
- ユウスケ・黄帝液。（1981年3月23日（43歳） - 、本名:大田悠介）血液型A型。

黄色い衣装を着ている。「ホライゾン」時代の芸名は夕日。
- 坂爪・ラゴハムニダ（1980年6月7日（44歳） - 、本名:坂爪進也）血液型O型。

棍棒を持ち青い衣装を着ている。解散後はピン芸人「坂爪進」（さかづめすすむ）として活動している。
- ケンスケデリカット（1981年3月23日（43歳） - 、本名:大田健介 ）血液型A型。

赤い衣装を着ている。「ホライゾン」時代の芸名は朝日。

## 概要
メンバー3人はいずれも山梨県出身。ユウスケとケンスケは双子であり、以前は「ホライゾン」というコンビで活動していた。
ユウスケとケンスケは小学校まで2人で遊んでいた。その間に母が英語のテープを聞かせていて英単語が頭に入り込み、日本語のイントネーションがずれてしまった。後に坂爪・ラゴハムニダと3人でお笑いを目指す為に練習をするが、3人の付き合いが長い為、坂爪・ラゴハムニダも日本語のイントネーションがずれるようになった。
2004年以降、『爆笑問題のバク天!』『笑っていいとも!増刊号』等で珍キャラ芸人として取り上げられていた。その背景には事務所の先輩・関根勤の後押しがあった。
解散後の2012年12月3日、西五反田でカレーを中心とした飲食店「びすとろ もちゴリラ」を開店。坂爪がシェフを務める。坂爪がカレーを得意料理としていたことから、3人でカレー店の開業を決意。本場のカレーを学ぶために、インドで3泊4日の修業も行った。帰国後は出店費用捻出のため、中野駅周辺でカレーのリヤカー販売をおこなっていた。店名は坂爪の身体的特徴（もち肌・筋肉質）に基づくあだ名に由来する。2015年に閉店。
大田兄弟の父が山梨県南都留郡でキャンプ場「ネイチャーランド・オム」を経営しているため、DDTが開催するキャンプ場プロレスではマスコットキャラクターのような形で何かしら登場している。2017年からは兄弟の実弟がオーナーとなった。

## 出演番組
- 爆笑問題のバク天!（TBSテレビ）
- 笑っていいとも!増刊号（フジテレビ）
- 笑いの金メダルjr. くりぃむ杯（テレビ朝日）
- 笑う秋休み（テレビ朝日）
- 北野タレント名鑑（フジテレビ）
- お笑い登龍門 ガッハ（フジテレビ）
- 東京金歯（BSフジ）
- お台場・音楽・夜一番（TOKYO MX 2000年10月 - 2001年3月、「ホライゾン」時代）